# Свипдаг
Свипдаг или Свипдагр (др.-сканд. [ˈswipˌdɑɣz̠] «внезапный день») — герой двух древнескандинавских эддических поэм «Grógaldr» и «Fjölsvinnsmál», которые записаны в «Речах Свипдага».

## Сюжет
Мачеха поставила перед Свипдагом задачу встретиться с богиней Менглёд, которая является его «судьбоносной невестой». Чтобы выполнить эту, казалось бы, невыполнимую задачу, он с помощью некромантии вызывает тень своей матери, Гроа, вёльвы, которая также появляется в «Прозаической Эдде». Она произносит для сын девять заклинаний, и первое стихотворение резко обрывается.
В начале второй поэмы Свипдаг прибывает в замок Менглёд, где его допрашивает сторож. Свипдаг скрывает своё настоящее имя (называя себя Виндкальдом («Ветром-Холодом»), по-видимому, надеясь выдавать себя за ледяного великана). Сторожа зовут Фьёльсвидр, (имя Одина в Grímnismál) Его сопровождают волкодавы Гери и Гифр. После восемнадцати вопросов и ответов о замке, его обитателях и окружающей среде Свипдаг в конце концов узнает, что ворота откроются только для одного человека, Свипдага. Тогда он раскрывает свою личность, и ворота замка открываются. Из них выходит Менглёд и приветствует своего возлюбленного.

## В других источниках
Некий Свипдаг, возможно, тождественный Свипдагу из поэмы, упомянут в прологе к «Младшей Эдде», в «Heimskringla» и в «Gesta Danorum». Герой по имени Свипдаг — один из соратников короля Хрольфа Краки.
В «Англосаксонской хронике», среди предков Эллы, короля Дейры, упомянут Swæbdæg.

## Интерпретация
С XIX века, начиная с Якоба Гримма, Менглёд отождествлялся с богиней Фрейей. В детской книге «Годсага наших отцов» шведский ученый Виктор Ридберг отождествляет Свипдагра с мужем Фрейи Эром/Оттаром. Причины для этого изложены в первом томе «Undersökningar i germanisk мифологии» (1882 г.). Среди других ученых, подробно прокомментировавших стихи поэмы, были Ялмар Фальк (1893 г.), Б. Сиймонс и Хьюго Геринг (1903 г.), Олив Брей (1908 г.), Генри Беллоуз (1923 г.), Отто Хёфлер (1952 г.), Ли М. Холландер (1962 г.), Лотте Мотц (1975 г.), Эйнар Олафур Свейнссон (1975 г.), Кэролайн Ларрингтон (1999 г.) и Джон Маккиннелл (2005 г.).